# Цинь Дунъя
Цинь Дунъя́ (кит. упр. 秦东亚, пиньинь Qín Dōngyà, 8 июля 1978, Ляоян) — китайская дзюдоистка средней весовой категории, выступала за сборную Китайской Народной Республики в конце 1990-х — середине 2000-х годов. Бронзовая призёрша летних Олимпийских игр в Афинах, чемпионка Азиатских игр, обладательница серебряной медали чемпионата Азии, чемпионка летней Универсиады в Пекине, победительница многих турниров национального и международного значения.

## Биография
Цинь Дунъя родилась 8 июля 1978 года в городском округе Ляоян провинции Ляонин.
Первого серьёзного успеха на взрослом международном уровне добилась в 1999 году, когда попала в основной состав китайской национальной сборной и побывала на домашнем чемпионате Азии в Вэньчжоу, откуда привезла награду серебряного достоинства, выигранную в средней весовой категории — в решающем поединке потерпела поражение от кореянки Чхой Ян Хи. Кроме того, в этом сезоне выступила на чемпионате мира в английском Бирмингеме, где заняла в своём весовом дивизионе седьмое место.
Благодаря череде удачных выступлений удостоилась права защищать честь страны на летних Олимпийских играх 2000 года в Сиднее — тем не менее, в первом же поединке на стадии 1/16 финала проиграла представительнице Туниса Несрии Траки и лишилась всякого шанса побороться за медали. Как студентка, в следующем сезоне отправилась представлять страну на домашней Универсиаде в Пекине, уверенно прошла здесь всех соперниц и поднялась на верхнюю ступень пьедестала почёта.
В 2002 году на Азиатских играх в Пусане Цинь вновь одолела в среднем весе всех своих соперниц и завоевала тем самым золотую медаль. Год спустя боролась на мировом первенстве в японской Осаке и немного не дотянула до призовых позиций, став в конечном счёте пятой. Будучи в числе лидеров дзюдоистской команды КНР, благополучно прошла квалификацию на Олимпийские игры 2004 года в Афинах — выиграв два первых поединка, затем в 1/16 финала проиграла немке Аннетт Бём. В утешительных поединках за третье место взяла верх над всеми тремя соперницами и получила таким образом бронзовую награду.
После афинской Олимпиады Цинь осталась в основном составе китайской национальной сборной и продолжила принимать участие в крупнейших международных турнирах. Так, в 2006 году она представляла страну на Азиатских играх в Дохе и получила здесь в средней весовой категории бронзу — в полуфинальной стадии не смогла пройти кореянку Пэ Ын Хе. Последний раз показала сколько-нибудь значимый результат на командном чемпионате мира 2007 года в Париже, где китаянки заняли первое общекомандное место. Вскоре по окончании этих соревнований приняла решение завершить карьеру профессиональной спортсменки, уступив место в сборной молодым китайским дзюдоисткам.